# Dilolo
Dilolo é uma cidade na província de Lualaba, no sul da República Democrática do Congo. Encontra-se a 8 km da margem oriental do rio Cassai, na fronteira com Angola, próxima à cidade angolana de Luau, a uma altitude de 1010 m.
A cidade é conectada pelo Caminho de Ferro de Benguela à cidade de Luau e ao porto do Lobito, ao oeste, e; às cidades de Diongo e Casaji, ao leste.
A cidade é servida pelo Aeroporto General Sapilinha Sambalanga.